# 荷蘭皇家航空867號班機事故

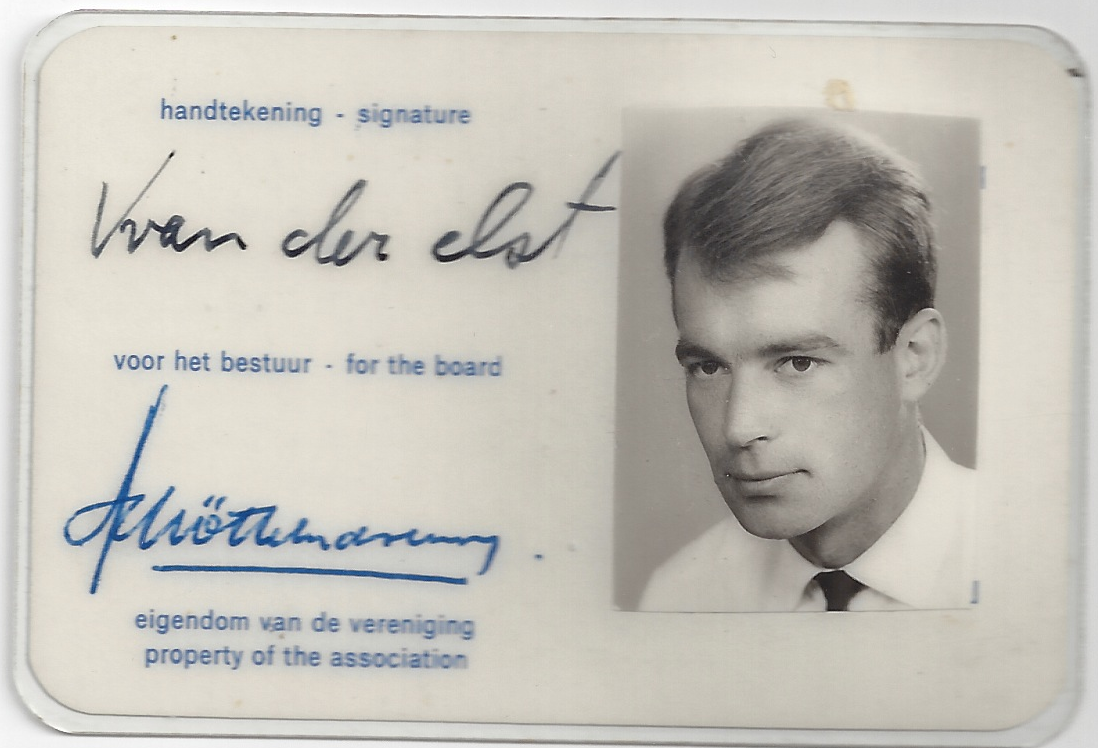
當班機長卡爾·范·德·埃斯特的荷蘭飛行員協會會員卡

荷蘭皇家航空867號班機（KLM867）是由阿姆斯特丹飛往東京成田的班機。1989年12月5日，這架出廠不到6個月的波音747-400M客貨混合機飛入一片由里道特火山爆發後的火山灰雲後因引擎吸入大量火山灰而堵塞了引擎。最後機師成功重新啟動引擎並降落在泰德·史蒂文斯安克雷奇國際機場。

## 引擎失效
當全部引擎失效後，儀表的電力會由備用電源提供。747-400的備用電源由2個電池組成。機長不停執行引擎重啟程序直到所有引擎回復正常。在機長试图重啟引擎時，有幾次有1至3具引擎有部分恢复。儀表的電源會由備用電源轉回引擎電源。由於機長不斷進行重启程序，不斷地轉換電源导致對儀表的阻礙。這樣做令備用電源失效，此情况在事故報告中被證實。

### 與空管的對話
以下是安克雷奇空管中心與荷航867機組的通話：
- 飞行员：荷航867到达FL250（25,000英尺），航向140。
- 空管中心：收到，你们有沒有見到火山灰？
- 飞行员：是，我们见到了有可能是火山灰的厚云层，它们比普通的云更棕。
- 飞行员：我們需要左转，駕駛艙充滿了煙。
- 空管中心：荷航867，收到，允许你们适时左转。
- 飞行员：我们正在一片黑云中上升至FL390，航向130。
- 飞行员：我們失去了所有引擎，正在下降！
- 空管中心：荷航867，请重復？
- 飞行员：荷航867，我們正在掉高度！
- 飞行员：荷航867，我們需要你们（空管）的協助，我們要求雷達引导。

## 引擎重啟

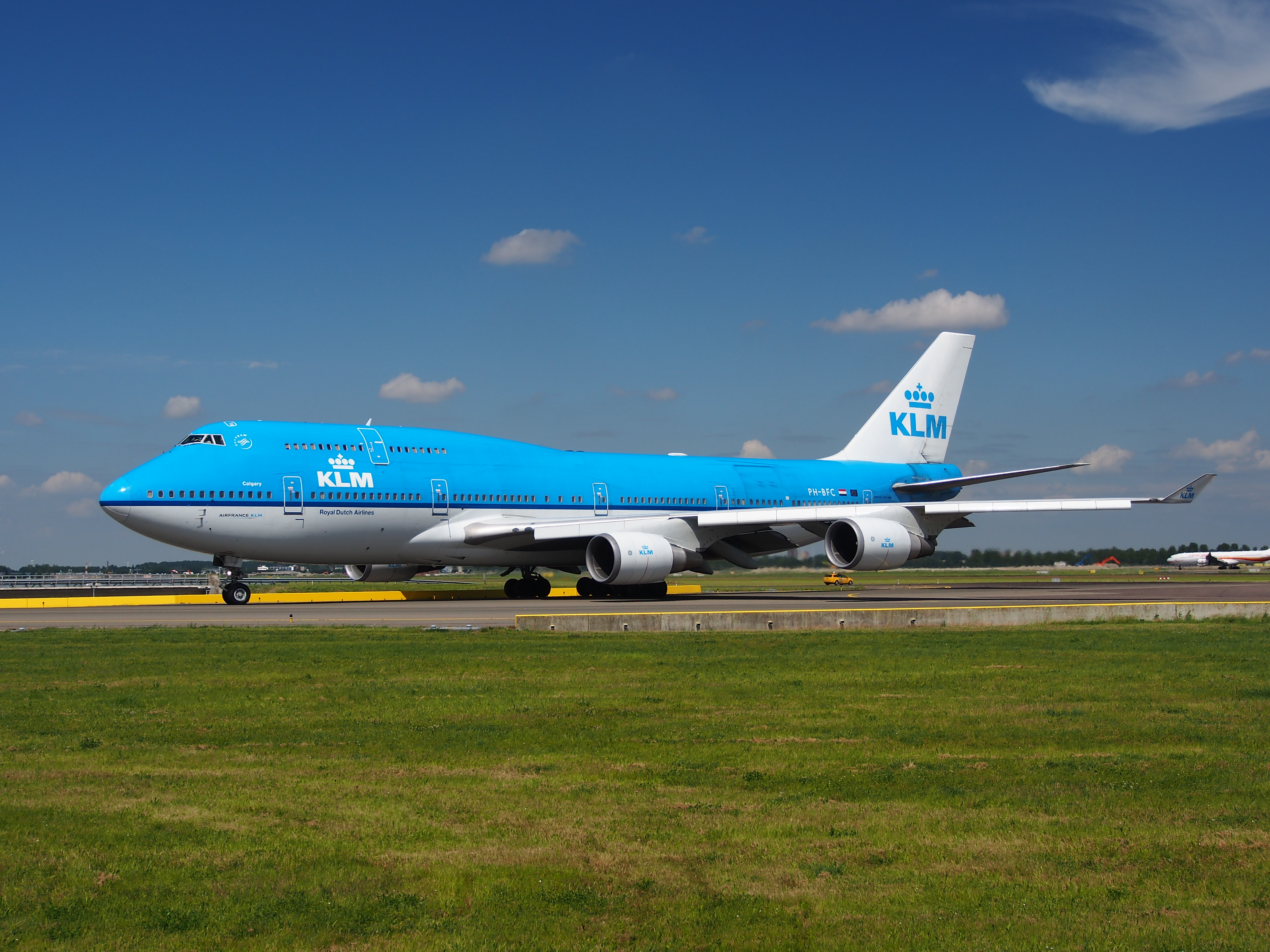
涉事的PH-BFC

在下降了超過14000英尺後，機長Karl van der Elst及其他機組人員成功重啟全部引擎並成功降落飛機。事故後，荷蘭皇家航空斥資了8000萬美元維修（因要更換所有引擎）。但沒人在這此事件受傷。此飛機於2012年起开始使用用荷航塗裝，而非原先的荷亞航塗裝，並已於2018年3月退役。
KLM867这个航班号现今用于荷蘭阿姆斯特丹飞往日本大阪关西的航线。

## 相似事件
- 英國航空9號班機——該747-236B在印尼上空吸入火山灰後引擎相繼停止運作，後來引擎重新啟動並降落在雅加達機場，無人受傷。

## 外部連結
- Airliners.Net – 執行KL867號班機的飛機照片 （页面存档备份，存于）
- 航空安全网上的事故资料

- "NTSB Identification: ANC90FA020. （页面存档备份，存于）." 美國國家運輸安全委員會對此事的記錄
- U.S. Department of the Interior | U.S. Geological Survey  （页面存档备份，存于）
- Flightglobal 9 January 1990 {Volcano Flames Out KLM 747} （页面存档备份，存于）
- Volcanic Hazards Impacts on Aviation （页面存档备份，存于）, US Committee on Commerce